# فلبوساوية
الفلبوساوية (الاسم العلمي: Phyllobiini) هي قبيلة من الحشرات تتبع فصيلة السوسية الحقيقية من رتبة غمديات الأجنحة.